# 에코 마크
에코 마크(영어: Eco Mark, 일본어: エコマーク)는 일본 환경협회가 친환경 상품에 부여하는 라벨로, 독일의 블루엔젤 마크와 함께 세계적인 친환경 라벨로 평가된다.
에코 마크는 단순히 상품의 재활용 측면에서만 검토되는 것이 아니라, 자원취득⇒제조⇒유통⇒소비⇒리사이클⇒폐기 등 6단계의 상품 라이프 사이클에 걸쳐 지구온난화 방지, 자원절약, 유해물질 방출 억제, 생태계 보존 등의 평가기준에 부합했는지를 종합적으로 평가한다.
공익 재단 법인 일본 환경 협회가 실시하는 에코 마크 사업은 국제 표준화 기구 규격 ISO14020(환경 라벨 및 선언 일반 원칙)및 ISO14024(환경 라벨 및 선언형 Ⅰ 환경 라벨 표시 원칙 및 절차)에 맞게 운영되고 있다. 이 제도는 자주적이고 다양한 기준에 근거한 제삼자 기관에 의해서 라벨의 사용이 인정되는 제도이다. 에코 마크는 일본에서 유일한 타입 Ⅰ환경 라벨이다. 에코 마크에서는 2012년에 Ⅰ타입 환경 라벨 운영 단체에서 조직하는세계 에코 레이블링 네트워크(GlobalEcolabellingNetwork:GEN)감사 시스템인 GENECIS의 인정을 받았다. 인정 기준의 사정 방법과 조직 체제가 ISO14024에 부합하게 운영되고 있다는 평가를 얻은 것이다.

## 상품 유형
생활·사무 용품뿐만 아니라 산업용 자재 및 서비스에 대해서도 인정된다. 자세한 것은 상품의 인정 기준을 참조한다.
- 일용품·가정용품/패션 소품
- OA기기·물류/문구·사무 용품
- 가전/가구·인테리어
- 토목 건축 자재·설비
- 업무용 자재·DIY/용기 포장/기타
- 서비스

## 참고 문헌
1. ↑  이상진. “KOTRA 해외시장뉴스”. 《[녹색정책] 일본 친환경 제품의 상징, 에코 마크》. 2020년 9월 6일에 확인함.[깨진 링크(과거 내용 찾기)]
2. ↑  “エコマークについて | エコマーク事務局”. 2020년 9월 6일에 확인함.